# 印度总督
印度总督，1858到1947年间的正式名称为印度副王及总督，是英属印度的管理首脑。
當印度分裂為印度和巴基斯坦這兩個獨立的自治領時，副王的頭銜被取消了，但是總督仍分別存在於兩個國家中，並由各自政府提名，直到他們分別於1950年和1956年通過了共和憲法。

## 历史简介

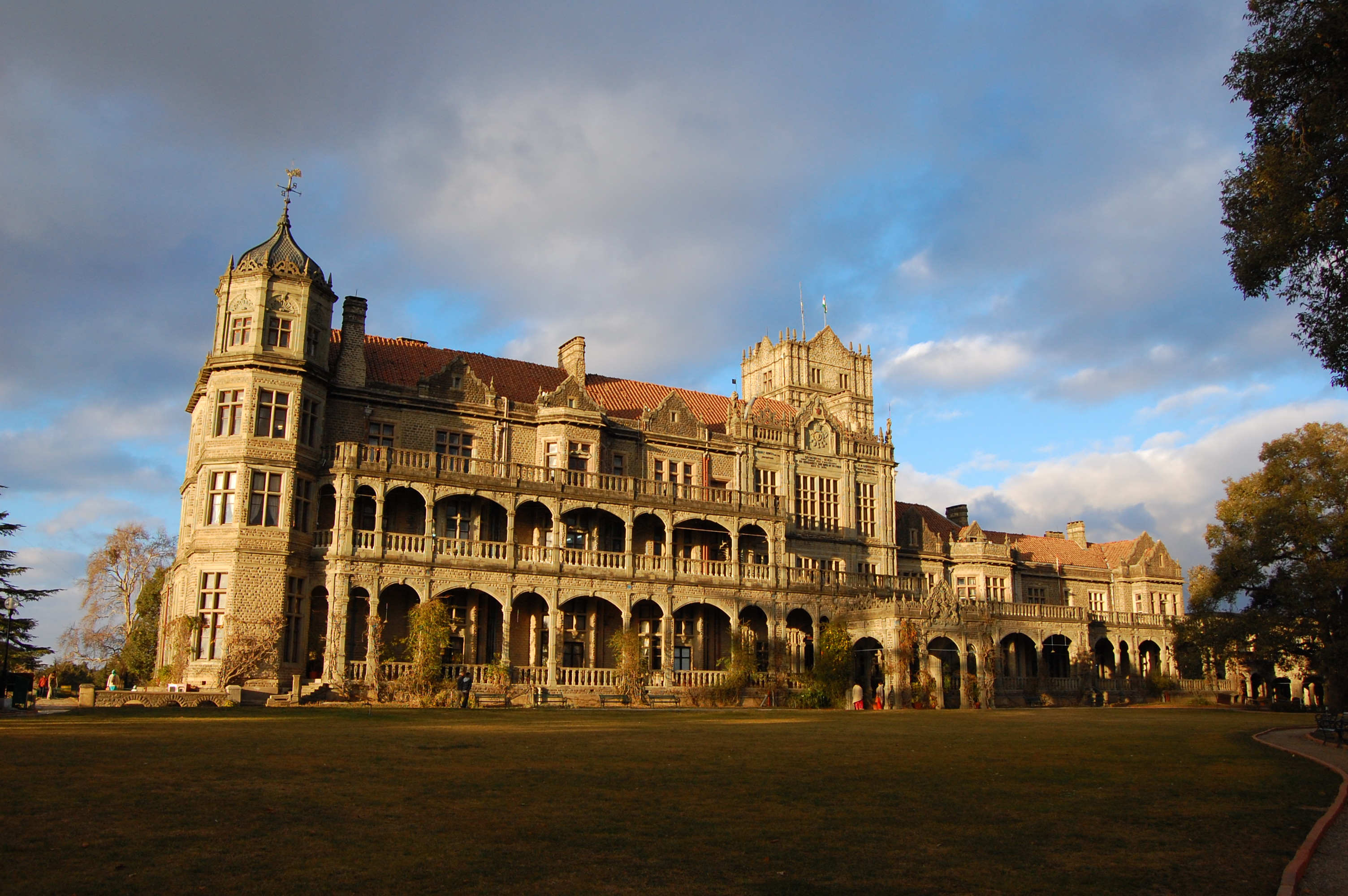
西姆拉的Rashtrapati Niwas，建于1888年，是印度副王的夏宫

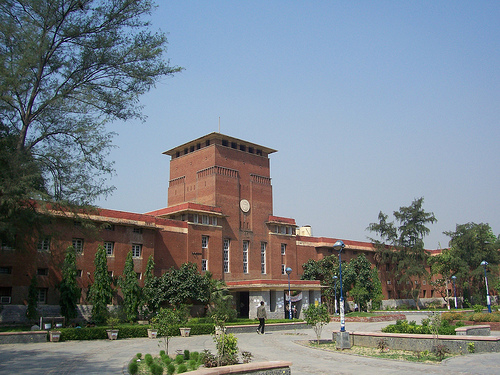
德里总督府，现为德里大学主建筑

该职位在1773年创立，当时名为威廉堡省总督（Governor-General of the Presidency of Fort William），直接控制威廉堡，也监督其它不列颠东印度公司官员。1833年被授权控制整个印度，该职位也开始被称为“印度总督”（Governor-General of India）。
1858年，作为前一年印度民族起义的结果，东印度公司领土被英國王室直接控制，英属印度建立。总督负责管理印度各省（包括旁遮普、孟加拉、孟买、马德拉斯、聯合省等）。但印度的大部分地区并非直接由英国政府统治，在各省之外有数百个相对独立的王公领地，它们不是英国领土，而是作为印度皇帝的英国君主的附庸。1858年起，为了反映印度总督作为君主代表的身份，增加了副王的头衔，正式名称变为“印度副王及总督”（Viceroy and Governor-General of India），常被简称为“印度副王”（Viceroy of India）。
印巴分治后，该职位取消，由印度自治领总督和巴基斯坦自治領總督代替。这两个总督职位最终在1950年和1956年印度和巴基斯坦分别制定共和宪法后取消。
1858年前，印度總督是由東印度公司董事會所遴選，并对其负责。之后印度總督由印度皇帝（英国君主）根据英国政府建议任命，英國內閣的印度事务大臣负责指导印度總督行使权力。在1947年以后，君主继续任命总督，但是由印度政府提名，而不是英国政府。
总督任期一般为5年，但可以被革除或早退。在一任总督的任期结束以后，在任命下一任总督之前，有时会任命一个临时总督。

## 官邸

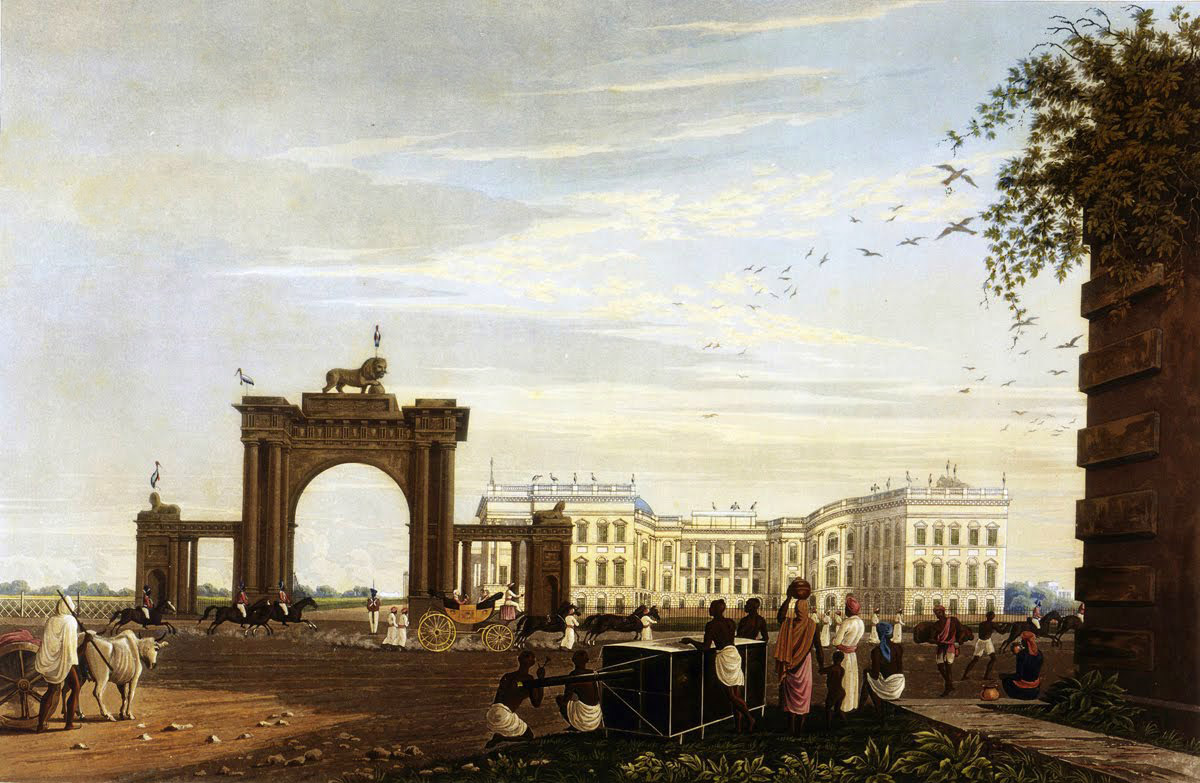
19世纪期间总督官邸

总督开始住在加尔各答的麗城大廈（Belvedere House）。19世纪初，总督搬到新建的政府大廈（Government House），Belvedere House变成今日的博物馆。1912年，印度首府从加尔各答搬到德里，开始建一个新的官邸印度總督府。官邸由埃德溫·勒琴斯设计，1912年动土，1929年完工，1931年开始正式使用。全工程耗资£877,000（今天的£35,000,000），是预计的两倍以上。现在归印度总统使用。

## 徽章及旗帜

总督冠章 (1885–1947)
印度副王及总督旗 (1885–1947)
印度自治领总督旗 (1947–1950)

## 历任总督
| #                           | 姓名 (生–卒)                                                                   | 肖像                      | 就任                      | 离任                      | 任命                      |
| 威廉堡省总督（1774–1833）   | 威廉堡省总督（1774–1833）                                                      | 威廉堡省总督（1774–1833） | 威廉堡省总督（1774–1833） | 威廉堡省总督（1774–1833） | 威廉堡省总督（1774–1833） |
| --------------------------- | ------------------------------------------------------------------------------ | ------------------------- | ------------------------- | ------------------------- | ------------------------- |
| 1                           | 沃伦·黑斯廷斯 (Warren Hastings) (1732–1818)                                    |                           | 1773年10月20日            | 1785年2月1日              | 东印度 公司               |
| 2                           | 约翰·麦克弗森爵士 (Sir John Macpherson)(代理) (1745–1821)                      |                           | 1785年2月1日              | 1786年9月12日             | 东印度 公司               |
| 3                           | 康沃利斯伯爵 (The Earl Cornwallis) (1738–1805)                                 |                           | 1786年9月12日             | 1793年10月28日            | 东印度 公司               |
| 4                           | 约翰·肖爵士 (Sir John Shore) (1751–1834)                                       |                           | 1793年10月28日            | 1798年3月18日             | 东印度 公司               |
| 5                           | 阿留雷德·克拉克爵士 (Sir Alured Clarke)(代理) (1744–1832)                      |                           | 1798年3月18日             | 1798年5月18日             | 东印度 公司               |
| 6                           | 莫寧頓伯爵 (The Earl of Mornington) (1760–1842)                                |                           | 1798年5月18日             | 1805年7月30日             | 东印度 公司               |
| 7                           | 康沃利斯侯爵 (The Marquess Cornwallis) (1738–1805)                             |                           | 1805年7月30日             | 1805年10月10日            | 东印度 公司               |
| 8                           | 乔治·希拉里奥·巴洛爵士 (Sir George Barlow, Bt) (代理) (1762–1847)                |                           | 1805年10月10日            | 1807年7月31日             | 东印度 公司               |
| 9                           | 明托勋爵 (The Lord Minto) (1751–1814)                                          |                           | 1807年7月31日             | 1813年10月4日             | 东印度 公司               |
| 10                          | 莫伊拉伯爵 (The Earl of Moira) (1754–1826)                                     |                           | 1813年10月4日             | 1823年1月9日              | 东印度 公司               |
| 11                          | 约翰·亚当 (John Adam)(代理) (1779–1825)                                        |                           | 1823年1月9日              | 1823年8月1日              | 东印度 公司               |
| 12                          | 阿美士德勋爵 (The Lord Amherst) (1773–1857)                                    |                           | 1823年8月1日              | 1828年3月13日             | 东印度 公司               |
| 13                          | 威廉·巴特沃思·贝利 (William Butterworth Bayley) (代理) (1782–1860)             |                           | 1828年3月13日             | 1828年7月4日              | 东印度 公司               |
| 14                          | 威廉·本廷克勋爵 (Lord William Bentinck) (1774–1839)                            |                           | 1828年7月4日              | 1833年                    | 东印度 公司               |
| 印度总督（1833–1858）       |                                                                                |                           |                           |                           |                           |
| 14                          | 威廉·本廷克勋爵 (Lord William Bentinck) (1774–1839)                            |                           | 1833年                    | 1835年3月20日             | 东印度 公司               |
| 15                          | 查尔斯·梅特卡夫爵士 (Sir Charles Metcalfe, Bt)(代理) (1785–1846)               |                           | 1835年3月20日             | 1836年3月4日              | 东印度 公司               |
| 16                          | 奥克兰勋爵 (The Lord Auckland) (1784–1849)                                     |                           | 1836年3月4日              | 1842年2月28日             | 东印度 公司               |
| 17                          | 埃伦伯勒勋爵 (The Lord Ellenborough) (1790–1871)                               |                           | 1842年2月28日             | 1844年6月                 | 东印度 公司               |
| 18                          | 威廉·威尔伯福斯·伯德 (William Wilberforce Bird)(代理) (1784–1857)                |                           | 1844年6月                 | 1844年7月23日             | 东印度 公司               |
| 19                          | 亨利·哈丁爵士 (Sir Henry Hardinge) (1785–1856)                                 |                           | 1844年7月23日             | 1848年1月12日             | 东印度 公司               |
| 20                          | 达尔豪西侯爵 (The Marquess of Dalhousie) (1812–1860)                           |                           | 1848年1月12日             | 1856年2月28日             | 东印度 公司               |
| 21                          | 坎宁子爵 (The Viscount Canning) (1812–1862)                                    |                           | 1856年2月28日             | 1858年11月1日             | 东印度 公司               |
| 印度副王及总督（1858–1947） |                                                                                |                           |                           |                           |                           |
| 21                          | 坎宁伯爵 (The Earl Canning) (1812–1862)                                        |                           | 1858年11月1日             | 1862年3月21日             | 维多利亚女王              |
| 22                          | 額爾金伯爵 (The Earl of Elgin) (1811–1863)                                     |                           | 1862年3月21日             | 1863年11月20日            | 维多利亚女王              |
| 23                          | 罗伯特·内皮尔爵士 (代理) (1810–1890)                                           |                           | 1863年11月21日            | 1863年12月2日             | 维多利亚女王              |
| 24                          | 威廉·登尼森爵士 (Sir William Denison)(代理) (1804–1871)                        |                           | 1863年12月2日             | 1864年1月12日             | 维多利亚女王              |
| 25                          | 约翰·劳伦斯爵士 (Sir John Lawrence, Bt) (1811–1879)                            |                           | 1864年1月12日             | 1869年1月12日             | 维多利亚女王              |
| 26                          | 梅奧伯爵 (The Earl of Mayo) (1822–1872)                                        |                           | 1869年1月12日             | 1872年2月8日              | 维多利亚女王              |
| 27                          | 约翰·斯特莱切爵士 (Sir John Strachey)(代理) (1823–1907)                        |                           | 1872年2月9日              | 1872年2月24日             | 维多利亚女王              |
| 28                          | 内皮尔勋爵 (The Lord Napier)(代理) (1819–1898)                                 |                           | 1872年2月24日             | 1872年5月3日              | 维多利亚女王              |
| 29                          | 諾斯布魯克男爵 (The Lord Northbrook) (1826–1904)                               |                           | 1872年5月3日              | 1876年4月12日             | 维多利亚女王              |
| 30                          | 李頓勳爵 (The Lord Lytton) (1831–1891)                                         |                           | 1876年4月12日             | 1880年6月8日              | 维多利亚女王              |
| 31                          | 里彭侯爵 (The Marquess of Ripon) (1827–1909)                                   |                           | 1880年6月8日              | 1884年12月13日            | 维多利亚女王              |
| 32                          | 達費林伯爵 (The Earl of of Dufferin) (1826–1902)                               |                           | 1884年12月13日            | 1888年12月10日            | 维多利亚女王              |
| 33                          | 兰斯敦侯爵 (The Marquess of Lansdowne) (1845–1927)                             |                           | 1888年12月10日            | 1894年10月11日            | 维多利亚女王              |
| 34                          | 額爾金伯爵 (The Earl of Elgin) (1849–1917)                                     |                           | 1894年10月11日            | 1899年1月6日              | 维多利亚女王              |
| 35                          | 第一代凯德尔斯顿的寇松侯爵乔治·寇松 (The Lord Curzon of Kedleston) (1859–1925) |                           | 1899年1月6日              | 1905年11月18日            | 维多利亚女王              |
| 36                          | 明托伯爵 (The Earl of Minto) (1845–1914)                                       |                           | 1905年11月18日            | 1910年11月23日            | 爱德华七世                |
| 37                          | 彭斯赫斯特的哈丁勋爵 (The Lord Hardinge of Penshurst) (1858–1944)              |                           | 1910年11月23日            | 1916年4月4日              | 乔治五世                  |
| 38                          | 切尔姆斯福德勋爵 (The Lord Chelmsford) (1868–1933)                             |                           | 1916年4月4日              | 1921年4月2日              | 乔治五世                  |
| 39                          | 里丁伯爵 (The Earl of Reading) (1860–1935)                                     |                           | 1921年4月2日              | 1926年4月3日              | 乔治五世                  |
| 40                          | 艾尔文勋爵 (The Lord Irwin) (1881–1959)                                        |                           | 1926年4月3日              | 1931年4月18日             | 乔治五世                  |
| 41                          | 威灵東伯爵 (The Earl of Willingdon) (1866–1941)                                |                           | 1931年4月18日             | 1936年4月18日             | 乔治五世                  |
| 42                          | 林利思戈侯爵 (The Marquess of Linlithgow) (1887–1952)                          |                           | 1936年4月18日             | 1943年10月1日             | 爱德华八世                |
| 43                          | 韋維爾子爵 (The Viscount Wavell) (1883–1950)                                   |                           | 1943年10月1日             | 1947年2月21日             | 乔治六世                  |
| 44                          | 緬甸的蒙巴頓伯爵 (The Earl Mountbatten of Burma) (1900–1979)                   |                           | 1947年2月21日             | 1947年8月15日             | 乔治六世                  |
| 印度自治领总督（1947–1950） |                                                                                |                           |                           |                           |                           |
| 44                          | 緬甸的蒙巴頓伯爵 (The Earl Mountbatten of Burma) (1900–1979)                   |                           | 1947年8月15日             | 1948年6月21日             | 乔治六世                  |
| 45                          | 查克拉瓦尔蒂·拉贾戈巴拉查理 (C. Rajagopalachari) (1878–1972)                   |                           | 1948年6月21日             | 1950年1月26日             | 乔治六世                  |

## 延伸阅读
- Arnold, Sir Edwin. . 1865  [2013-08-29]. （原始内容存档于2016-06-04）.
- Dodwell H. H., ed. The Cambridge History of India. Volume 6:  The Indian Empire 1858-1918. With Chapters on the Development of Administration 1818-1858 (1932) 660pp online edition; also published as vol 5 of the Cambridge History of the British Empire
- Moon, Penderel. The British Conquest and Dominion of India (2 vol. 1989) 1235pp; the fullest scholarly history of political and military events from a British top-down perspective;
- Rudhra, A. B. (1940) The Viceroy and Governor-General of India. London: H. Milford, Oxford University Press
- Spear, Percival, , New Delhi and London: Penguin Books. Pp. 298, 1990, ISBN 978-0-14-013836-8. online edition （页面存档备份，存于）